# アドリアーノ・ヴィスコンティ
アドリアーノ・ヴィスコンティ（Adriano Visconti, 1915年11月11日 - 1945年4月29日）は、イタリア空軍の軍人。第二次世界大戦時のイタリア空軍のエース・パイロットの1人である。パイロットとしての技能だけでなく指揮官としても有能であった。

## 生涯

### 出生から学生の時期
1915年11月11日に、当時イタリア王国の植民地であったリビアのトリポリの名門の家に生まれた。父ガレアッツォは1911年に北アフリカ植民地化遠征隊の一員としてトリポリへ渡り、そこに留まったのである。母国イタリアへの愛国心豊かな家庭環境で育ち、母国への義務という観念を持つこととなった。それがその後の進路に大きく影響を与えることとなった。高等教育終了後、空軍士官学校に志願し、レックス組に入学した。

### イタリア空軍に入隊
1939年に士官学校を卒業して少尉に任官し、トブルクに駐在する地上攻撃部隊の第50航空団第12航空群第159飛行隊に配属となった。その後、軍規違反を起こし、植民地防衛第2航空群第23飛行隊に左遷された。しかし、同隊における戦闘でヴィスコンティが操縦するカプロニCa.309偵察機がイギリス第33飛行隊のグラディエーター3機と遭遇、襲撃された際、巧みな操縦技術でかわして偵察員ともども難を逃れるという出来事があった。この行動が評価され、元の部隊への復帰が許された上、青銅勲章も受章した。
第159飛行隊に復帰すると、ブレダBa.65に乗り組んで出撃、砂漠のイギリス軍機甲部隊を相手に戦闘を重ねた。しかし、Ba.65は被弾に弱いため損害が大きくなるという欠点があり、1941年1月に第50航空団は解隊された。

### 戦闘機パイロットへの転身
中尉に進級していたヴィスコンティはトレヴィーゾに基地を置く第54航空団第7航空群第76飛行隊に転属、マッキMC.200に乗ることとなり、戦闘機のパイロットに転身した。第76飛行隊ではマルタに向かう爆撃隊の護衛や、MC.200にカメラを搭載し空中偵察任務などについた。この写真偵察任務は爆撃機であるSM.79やZ.1007などが担っていたが、戦闘機を利用した偵察はマルタの敵戦闘機に対して爆撃機による偵察よりも被害が少ないことが証明され、順次置き換えていった。1942年にはMC.200よりも速度が向上しているMC.202 フォルゴーレがこの偵察任務に投入され、マルタへの写真偵察が計画された際にはたびたびヴィスコンティもMC.202で出撃した。
1942年6月15日のバンテッレリーア島攻防戦中にMC.202で出撃し、ブレニム1機を撃墜、これが初めての撃墜となった。8月13日にはスピットファイアを2機撃墜した。その後、短期間ギリシャに派遣され、1943年3月に再度MC.202を装備してチュニジアへ派遣された。
大尉に進級して第76飛行隊長になっていたヴィスコンティは、北アフリカを死守するべく苛烈な戦闘を数多くこなしていた。4月8日には2機の僚機を率いて飛行中にスピットファイア3機と遭遇、高度と位置の利を占めていたこともあり、一方的な戦いで各人が1機ずつ撃墜した。5月13日にもスピットファイア1機とP-401機を撃墜している。この戦いは枢軸軍が降伏に至るアフリカ戦最後であったが、乗機のMC.202に戦友であったフィオローニ大尉を押し込み、シチリアにたどり着くことができた。そのため捕虜にならずに済んだ数少ないパイロットとなった。
その後、ローマ東方にあるグイドニアに新設された第310撮影戦闘飛行隊の指揮官に任命された。同隊では改造を施したMC.205を使用し、8月から高速の武装偵察任務に当たった。侵攻する連合国軍の頭上を白昼にもかかわらず飛行し、写真偵察を実行、帰還できる唯一の部隊であった第310飛行隊は、9月はじめにサルデーニャに分遣隊を送り、ヴィスコンティもその一員であった。しかし、9月9日に休戦の後、命令が一切送られてこないため、MC.205の後部胴体内に3人のパイロットを乗せて乗り込み、同様にパイロットを乗せた他の2機とともにグイドニアに帰還した。

### ANR参加
帰還後、イタリア社会共和国国民空軍（ANR）に参加したヴィスコンティは、第1戦闘飛行隊の指揮官に任命された後、第I航空群「アッソ・デイ・バストーニ（クラブのエース）」の指揮官となり、少佐に進級した。同隊が最終的に降伏するまでの間、P-38ライトニング2機、P-47サンダーボルト2機の計4機を撃墜している。
1945年4月29日、ミラノにおいて第I航空群の降伏交渉中に副官のステファニーニ少尉とともにパルチザンによって殺害された。
生涯撃墜機数は多くの書籍において26機とされているが、ヴィスコンティ自身は10機以上を主張したことはなかったという。武功白銀勲章を6度、武功青銅勲章を2度、ドイツ二級鉄十字章をそれぞれ受章している。